# Aphrodite
Aphrodite, rodným jménem Gavin King, je britský jungle a drum & bass DJ, který je společně s Mickeym Finnem producentem labelu Urban Takeover. Známý také jako A Zone nebo DJ Aphro, výrazně přispíval a ovlivňoval styly a techniky žánru.

## Životopis
Gavis se narodil ve městě Aberystwyth ve Walesu. Rodina se přestěhovala do Londýna, když byl ještě batole. Vystudoval informatiku. Na začátku devadesátých začal se svou producentskou a djskou dráhou.
První album jménem Aphrodite vydal v roce 1999. Pak následovala alba Aftershock (2000), Urban Junglist (2003) a další.
Několikrát navštívil i Českou republiku, např. ve Factory Hall Harfa, v Music Clubu Matrix v Praze, Dr.Max ve Vrchlabí, v Českých Budějovicích a 13. března 2015 v Českých Budějovicích. Naposledy se v Česku Aphrodite ukázal roku 2022 na Spring Bass Jamu v Holicích.

## Diskografie

### Studiová alba
- Aphrodite - Recordings (Yellow cover) (1997)
- Aphrodite (1999)
- Urban Jungle (1999)
- Aftershock (2002)
- Urban Junglist (2003)
- Aph44 (2003)
- See Thru It (2004)
- Urbanthology Volume 1 (2005)
- Overdrive (2005)
- Break In Reality (2007)

### Kompilace
- Park Rave Madness (1998)
- The Takeover Bid: Round 1 (1998)
- Egil Music presents: Urban Jungle (1999)

### Singly a EP
- 1999 "BM Funkster" UK #139
- 2002 "All Over Me" (feat. Barrington Levy) UK #76[4]
- 2002 "See Thru It" (feat. Wildflower) UK #68[5]
- 2003 "Bad Ass" (with Micky Finn) UK #162
- 2003 "Rinsing Quince" UK #155
- 2003 "Let the Rhythm Flow / Stalker" UK #170
- 2003 "Cool Flight" UK #179
- 2003 "Music's Hypnotizing / King of the Beats" UK #155
- 2003 "Mash Up Ya Know" UK #182
- 2003 "Def Jammer" UK #183
- 2003 "Cocaine / Calling the People" UK #196
- 2004 "Fanfare / Karma Sutra" UK #192